# 리드 싱글
리드 싱글(영어: Lead single) 또는 선행 싱글(先行-)은 보통 가수들이나 밴드가 정규 음반을 출시하기 전에 가장 먼저 출시한 싱글로, 아직 출시되지 않은 앨범을 소비자들이 구매하게 만드는 중요한 요인이 될 수 있다. 리드 싱글로 출시하게 될 수록곡의 선택에 따라 앨범의 상업적 성과가 달라진다.

## 개요
1970년대 대중음악 산업계는 앨범이 수익의 주된 요인이였다. 당시 리드 싱글은 앨범이 나오기 전 맛보기로 출시하고 홍보하는 개념으로 쓰였고 보통 앨범 출시 한 달 전에 공개되었다. Rumours의 "Go Your Own Way", Some Girls의 "Miss You", Thriller의 "The Girl Is Mine" 모두 거의 비슷한 방식을 보였다. 21세기 들어서 앨범 중심의 가수들에게는 흔한 광경이 되었다.
2000년대 들어서 앨범을 출시하기 한달 전에 리드 싱글을 공개하는 것은 흔히 볼 수 있게 되었다. 또 앨범 출시 직전이나 출시와 비슷한 시기 공개하는 두 번째 리드 싱글이라는 개념도 생겼다. 어셔의 5월 29일 출시된 정규 앨범 Here I Stand는 무려 세 달 전에 리드 싱글 "Love in this Club"을 출시해 화제가 되었다. 두 번째 싱글 "Love in This Club, Pt. II"는 앨범 출시 한 달 전에 공개되었다. 그러나 과거에도 이런 방식이 있긴했는데, 엘튼 존은 앨범 Goodbye Yellow Brick Road 출시 세 달 전에 리드 싱글 "Saturday Night's Alright for Fighting"을 출시했었다. 록 밴드는 주로 앨범 출시 한 달 전에 싱글을 공개하는 경향이 있다.
현재는 미국뿐만 아니라 여러 국가의 가수들이 리드 싱글로 업 템포 노래를 선택한다. 업 템포 노래를 선택하는 이유는 대중들의 관심을 쉽게 끌 수있어서인데, 차후 싱글은 템포가 느린 노래로 고르며 앨범의 다양성을 보여줄 수도 있다. 크리스티나 아길레라와 머라이어 캐리 같은 여자 가수들은 리드 싱글로 발라드 노래를 선택하고, 두 번째 싱글로 업 템포 노래를 고르는 공식을 자주 지킨다. 이러한 공식으로 1980년대 헤비메탈 밴드들이 성공한 사례가 있다. 그러나 모든 가수들이 리드 싱글로 업 템포 노래를 선택하는 것은 아니다.
하마사키 아유미, 아무로 나미에, B'z와 같은 일본 가수들은 기록적인 첫 주 판매량을 위해 앨범 출시 4~8주 전 싱글을 출시하는 경향이 있다. 일본은 싱글이 앨범에 비해 심하게 많은 경우가 있는데, 더 많은 홍보와 수익을 남길 수 있기 때문이다. 미국을 포함한 세계 음악시장이 점점 쇠퇴하면서 아이튠즈와 같은 온라인 음악 사이트를 통해 $0.99에서 $1.29에 이르는 값싼 가격에 싱글을 판매하는 방식은 현재 음악계에서 인기를 끌고 있다.

## 나라별 사례

### 대한민국
2000년대 중반 이전 대한민국의 음반 시장은 싱글이 없고 정규 앨범만 있었는데, 이는 축음기 음반 시대에 SP나 EP보다 LP가 더 효율적이라는 이유로 LP만을 생산했기 때문이다. 이 때문에 대한민국의 음악 산업에서는 타이틀 곡이라는 독자적인 용어가 생겨났고, CD 음반 시대에 이르기까지 대한민국의 음악 산업에서 곡의 구분은 타이틀 곡과 후속곡으로 굳어지게 되었다. 원래 서양에서 ‘타이틀 곡’은 음반명과 동명인 곡을 가리키는 개념이다.
그러나 2000년대 후반부터 대한민국의 음반 시장에도 싱글이라는 개념이 도입되고, EP가 한국에서 ‘미니 앨범’이라는 형태로 정착하면서 한국 음반 시장은 큰 변화를 겪게 되었다. 정규 음반은 감소하고, 싱글과 미니 앨범이 주를 이루는 음반 시장이 형성된 것이다. 이후에는 한 곡을 싱글로 선공개한 후 다음에 나오는 앨범에 같이 수록하는 방식도 사용되고 있다.

### 일본
일본의 경우, 정규 음반을 출시하기 전에 싱글들을 선행적으로 출시하는 것이 일반적이며, 정규 음반 출시 때 수록곡들 중 특별히 하나를 리드곡(일본어: リード曲)이라는 이름으로 강조하기도 한다.